# Puerto de Poole

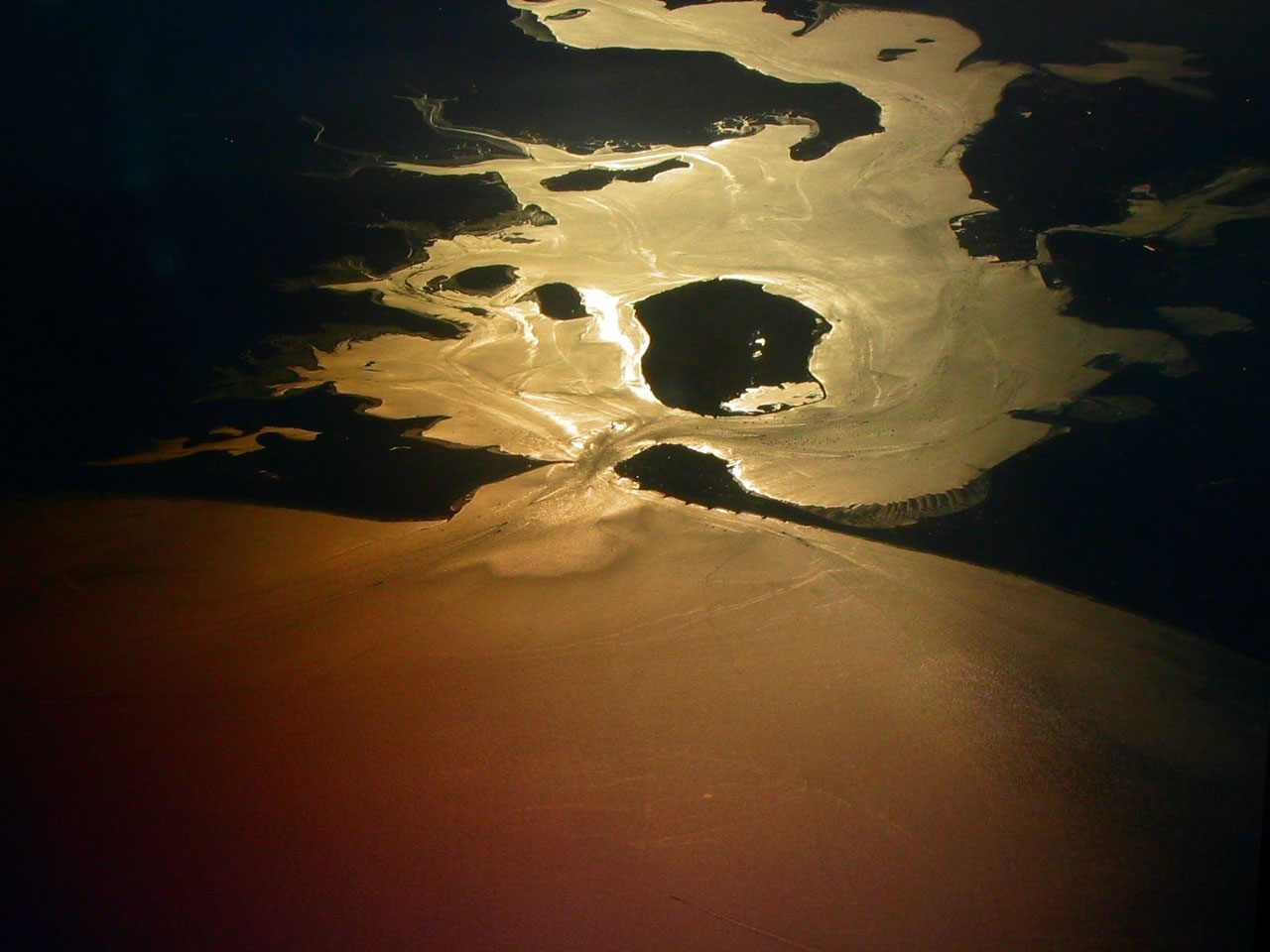
Vista aérea de la entrada del puerto desde el oeste-noroeste. La mayor de las islas es Brownsea; a la izquierda se encuentran la isla Furzey y la isla Green.

El Puerto de Poole (en inglés: Poole Harbour) se ubica en el condado de Dorset, en Inglaterra meridional, con las localidades de Poole y Wareham sobre sus orillas. El puerto natural se originó a partir de la inundación de un valle al final de la última glaciación y constituye un estuario compartido por las desembocaduras de varios ríos, siendo el Frome el más grande de ellos. Cuenta con una larga historia en lo referente a asentamientos humanos que datan de tiempos prerromanos, y tiene muy poca profundidad (48 cm en promedio), con un canal principal dragado artificialmente.
Aunque alguna vez tuvo una gran importancia comercial, el transporte de cargamentos ha decaído; no obstante, siguen partiendo de él transbordadores para pasajeros de la empresa Condor Ferries que cruzan el canal de la Mancha. En la actualidad, suele ser utilizado en la práctica de actividades de ocio que tienen que ver con la navegación, habiendo en sus aguas numerosas embarcaciones de recreo, como yates privados; los transbordadores de la compañía mencionada realizan viajes a la Isla de Brownsea, famosa por ser la cuna del escultismo. La administración está a cargo de Poole Harbour Commissioners (PHC).
El Puerto de Poole es uno de los tantos que reclaman para sí el título de puerto natural más grande o segundo más grande en el mundo.

### Fotografías
- (en inglés) Images of Dorset: Poole Harbour
- (en inglés) Poole Harbour Dredging and Poole Bay beach replenishment

- Datos: Q1645369
- Multimedia: Poole Harbour / Q1645369